# Podoteka

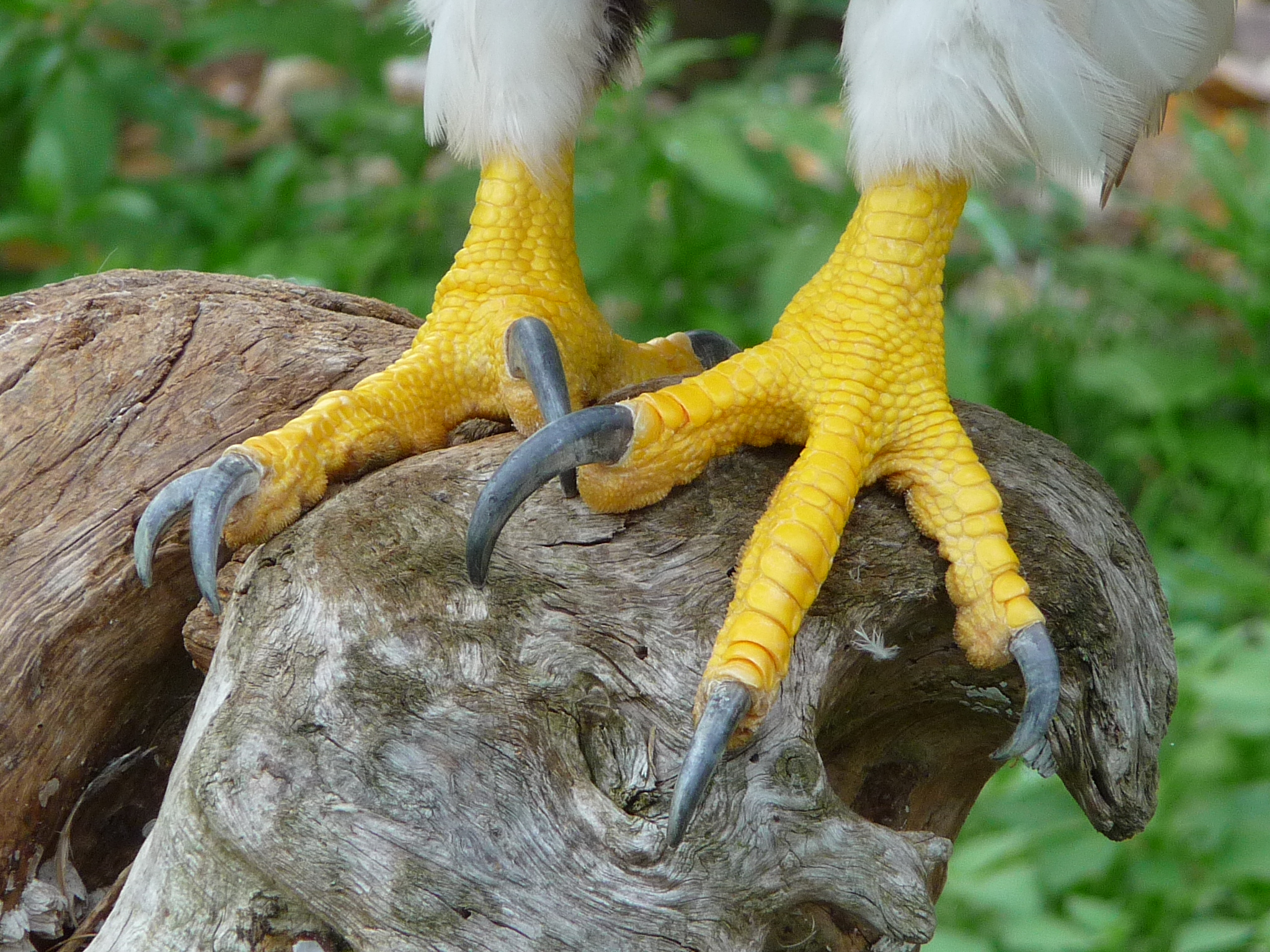
Podoteka widoczna na nogach bielika olbrzymiego

Podoteka – łuski rogowe pokrywające częściowo lub w całości skok i palce ptaków. Są rozmaitych kształtów i rozmiarów i układają się rozmaicie w różnych częściach tej samej stopy. Największe znajdują się na przedniej stronie skoku (akrotarsium) i na grzbietowej stronie palców (akropodium). Łuski, które tworzą akrotarsium, mogą zlewać się w jedną rogową płytkę (np. u drozdów albo krasek). Czasem sposób ułożenia i wielkość łusek podoteki jest podstawą do wyróżniania poszczególnych taksonów, zwłaszcza na poziomie gatunkowym. Niektóre ptaki, których skok i palce są w całości pokryte piórami, nie mają podoteki w ogóle.